# Apapelgino
Apapelgino (Russisch: Апапельгино) is een voormalige plaats (posjolok) bij de luchthaven Pevek op ongeveer 30 kilometer ten noorden van de stad Pevek, in het district Tsjaoenski van de Russische autonome okroeg Tsjoekotka.
De plaats ontstond bij de modernisering van de luchthaven in 1957 aan de andere zijde (oostzijde) van de rivier Apapelgin. Tussen 1959 en 1961 werd een weg gerealiseerd tussen Apapelgino en Pevek (die in 2002 voor het eerst werd gerenoveerd) met een brug over de rivier. In de plaats kwam het luchthavenpersoneel te wonen. Er verrezen onder andere een ketelhuis, kassencomplex voor de teelt van groenten, een complex met middelbare school voor de onderbouw, café en bibliotheek, een crèche, kleuterschool en een serie flatgebouwen.
In de jaren 1990 werd de plaats echter aangewezen voor sluiting in het kader van het Tsjoekotkaanse programma voor de opheffing van bijna onbereikbare en onrendabele plaatsen. In 2001 werd de plaats officieel opgeheven en werd gezocht naar een herlocatie voor de 70 gezinnen die er nog woonden. Besloten werd tot de huisvesting van 50 gezinnen in Pevek en 20 elders in Rusland op kosten van het okroegbestuur. Veel bewoners weigerden daarop echter hun huizen te verlaten omdat ze bang waren geen kans meer te maken op een woning elders in het land. Uiteindelijk werden alle inwoners geëvacueerd, daar de plaats nu onbewoond is.
Bestuurlijk centrum: Pevek

Ajon · Apapelgino(†) · Baranicha(†) · Bystry(†) · Janranaj · Joezjny(†) · Komsomolski(†) · Krasnoarmejski(†) · Rytkoetsji · Valkoemej(†) · Zapadny(†)